# Victorino Fabra Gil
Victorino Fabra Gil (Llucena, 9 de novembre de 1818 – Castelló de la Plana, 9 de febrer de 1893), polític valencià

## Trajectòria
Fill d'uns teixidors, Tomàs Fabra i Manuela Gil, als 10 anys estudià amb un prevere de Llucena. En 1834 participa en la primera guerra carlina en la companyia de solters de la milícia liberal de Llucena, a mig camí entre la tropa regular i la guerrilla, on arribaria a tinent. Actua en accions armades a Atzeneta, Benafigos, Montant, Cirat, La Pobla d'Arenós i altres, i es distingeix especialment en Vilafermosa i als setges de Llucena de 1838.
En 1839, en l'important setge de Cabrera a Llucena, Fabra va servir de guia i enllaç pel general Leopoldo O’Donnell, nou comandant en cap de les tropes liberals, qui va aconseguir alçar el setge, i com a recompensa li concediren el títol de comte de Llucena. Fins al final de la guerra, en 1840, Fabra continuà al costat del general O'Donnell. D'aleshores es mantingué entre els dos una estreta relació.
Per les seves activitats en defensa de Llucena aconsegueix introduir-se en la maquinària administrativa: en 1843 Fabra és el recaptador de contribucions de Llucena, en 1850 és nomenat dipositari del pòsit dels grans, en 1852 és nomenat vocal de la comissió local d'instrucció primària.
En 1854 comença la seva carrera política: és elegit Tinent d'Alcalde de Llucena. A l'any següent, 1855, durant el bienni progressista, ajuda a aconseguir, per al general O'Donnell, l'acta de diputat a Corts pel districte de Llucena. A partir d'ara la trajectòria política de Fabra serà coincident amb la del comte de Llucena i duc de Tetuan. Essent president del govern Leopoldo O’Donnell, en 1859, Fabra és nomenat Alcalde de Llucena, càrrec que mantindrà fins al 1862. I en 1868, a l'inici del sexenni revolucionari, i amb l'ajuda del segon duc de Tetuan, Carlos O’Donnell, nebot del general mort, la Junta Revolucionària de Llucena el nomena diputat provincial, càrrec que no abandonarà fins a la seva mort.
Des de la Diputació Provincial, on serà president o vicepresident en diverses ocasions, incrementarà el seu patrimoni i exercirà una forta influència política. Fou cap del "Cossi", grup polític situacionista que segueix els moviments polítics del duc de Tetuan, primer en Unió Liberal, de 1874 a 1880 en el Partit Conservador, en 1881 en el Partit Liberal Fusionista i, en 1890, torna amb el Partit Conservador. Fabra va dominar la política provincial, amb un fort control de les eleccions a Corts dels districtes, i va aconseguir escons durant més de 25 anys. En 1879 els seus partidaris aconseguiren escons en els set districtes de la província. Va morir al seu despatx, essent president de la Diputació Provincial.